# منتخب إنجلترا لكرة الطائرة للرجال
منتخب إنجلترا الوطني لكرة الطائرة للرجال (بالإنجليزية: England men's national volleyball team)‏ هو ممثل إنجلترا الرسمي في المنافسات الدولية في كرة طائرة في فئة كرة الطائرة للرجال.